# 胡贝特·奥瑟多尔弗
胡贝特·奥瑟多尔弗（德語：Hubert Ausserdorfer）是70年代后期参加比赛的奥地利雪橇手。他是一名自然赛道无舵雪橇选手，在1978年在奥地利奥拉赫举行的FIL欧洲无舵雪橇自然赛道锦标赛上获得男子双打铜牌。